# آسیاب گبری
آسیاب گَبری یکی از آثار باستانی جنوب شهر خرم‌آباد است. این بنا درمحله قاضی آباد خیابان اول خرم‌آباد واقع شده و احتمالاً در شهر باستانی شاپورخواست کاربرد عمومی داشته است.آسیاب گبری دارای ساختمانی مکعب مستطیل شکل است که طول آن ۲۶ متر و عرض آن ۶ متر و ارتفاع آن ۱۱/۵ متر است.ساختمان آسیاب را با استفاده از سنگهای تیشه خورده و قلوه سنگ همراه با ملات ساروج ساخته شده و تاریخ ساخت آن مربوط به دوره ساسانیان است. این اثر تا دوره قاجار مورد استفاده مردم قرار گرفته است. آسیاب گبری به شماره ۳۶۳۹ در فهرست آثار ملی ایران به ثبت رسیده است.